# Suvalkija
Suvalkija (litauisk: Suvalkija eller Sūduva, polsk: Suwalszczyzna Jaćwież, tysk: Sudauen) er en af de fem historiske landsdele i Litauen. Landsdelen er beliggende syd for Nemunas, i det tidligere Vilkaviškis bispedømme og er den nyeste historiske landsdel hvis separate identitet først skabtes i 1800-tallet. Suvalkija har aldrig været en politisk administrativ enhed og har ikke nogen officiel status i den eksisterende administrative inddeling af Litauen.
Dele af Suvalkija med den tidligere hovedby Suwałki ligger i det polske voivodskab Podlasie. I Litauen betragtes Marijampolė som hovedstad i regionen.
Navnet "Suvalkija" er afledt af det tidligere Suwałki guvernement (1867-1914) i Kongrespolen.